# 불설대보부모은중경 (보물 제1125호)
불설대보부모은중경(佛說大報父母恩重經)은 서울특별시 용산구, 국립중앙박물관에 있는 조선시대의 불경이다. 1992년 4월 20일 대한민국의 보물 제1125호로 지정되었다.

## 개요
불설대보부모은중경은 줄여서 ‘부모은중경’, ‘은중경’이라고 부르기도 하는데, 부모의 소중한 은혜에 대한 부처님의 가르침을 얘기한 경전이다.
은중경은 구마라습이 번역한 것이며, 이 책은 세종 14년(1432)에 태종의 후궁인 명빈 김씨에 의해 간행된 것이다. 닥종이에 찍은 목판본으로 병풍처럼 펼쳐서 볼 수 있는 첩장 형태이며, 접었을 때의 크기는 세로 33.5cm, 가로 11.3cm이다.
일반적인 은중경과 같이 부모의 10가지 소중한 은혜를 글과 그림으로 함께 나타내고 있으며, 뒤에는 불설부모은중태골경이 함께 들어있다.
이 책은 왕실에서 간행된 책인 만큼 글자의 새김이 정교하며, 기림사 비로자나불복장전적(보물 제959호)에 있는 것과 동일한 판본으로 여겨진다.

## 같이 보기
- 경주 기림사 소조비로자나불 복장전적 (보물 제959호)

## 참고 자료
- 불설대보부모은중경 - 국가유산청 국가유산포털